# 馬特瓦爾德山
46°11′56″N 7°57′20″E / 46.198773°N 7.955599°E

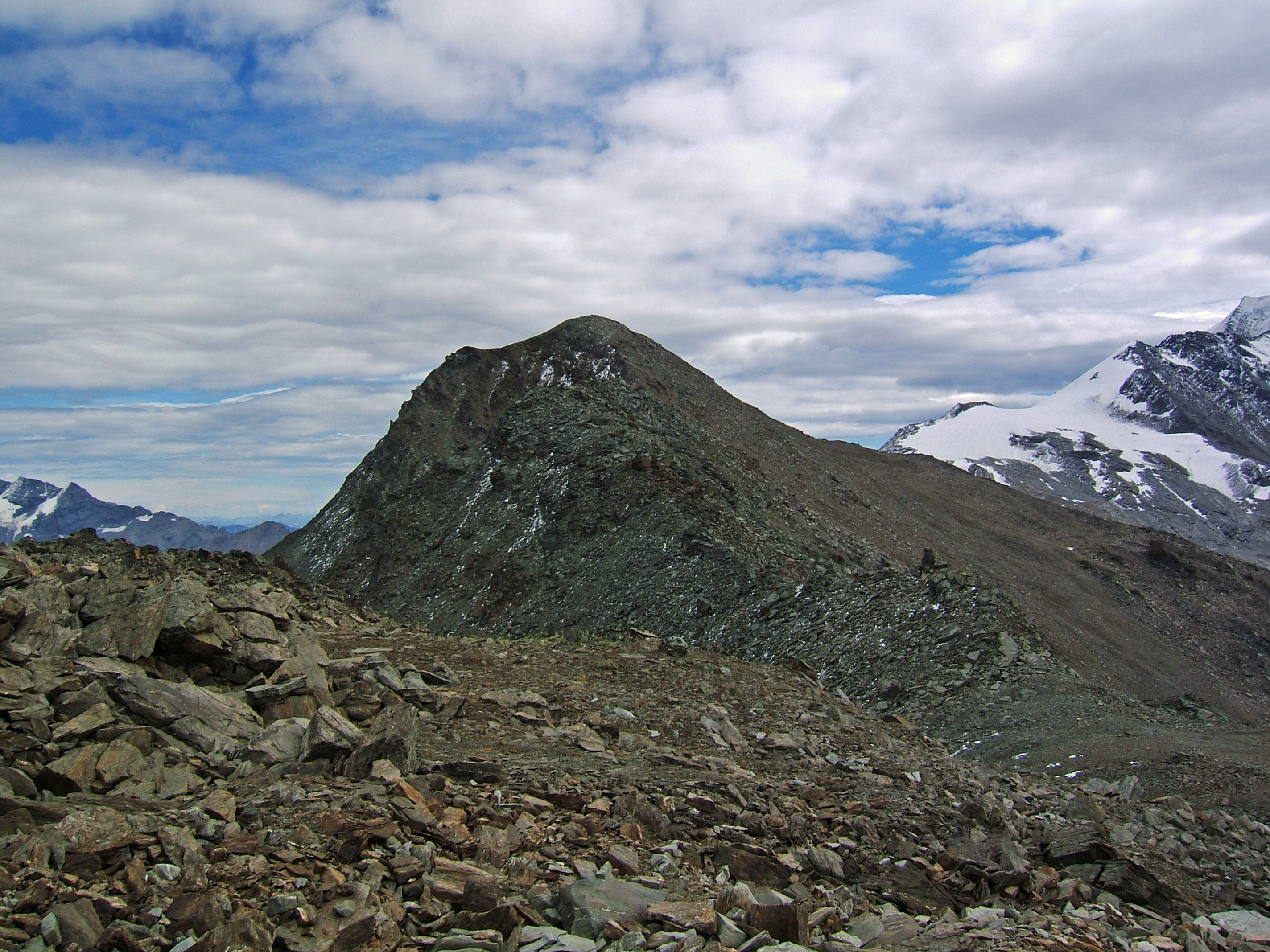

馬特瓦爾德山（Mattwaldhorn），是瑞士的山峰，位於該國西南部，由瓦萊州負責管轄，屬於本寧阿爾卑斯山脈的一部分，海拔高度3,246米，每年平均降雨量2,221毫米，人類在1865年首次登頂。